# Измайлов, Сергей Владимирович
Серге́й Влади́мирович Изма́йлов (укр. Сергій Володимирович Ізмайлов; род. 1 мая 1975) — украинский легкоатлет, специалист по тройному прыжку. Выступал за сборную Украины по лёгкой атлетике в 1990-х годах, многократный победитель и призёр первенств национального значения, участник летних Олимпийских игр в Сиднее.

## Биография
Сергей Измайлов родился 1 мая 1975 года.
Впервые заявил о себе на международном уровне в сезоне 1994 года, когда вошёл в состав украинской национальной сборной и выступил на юниорском мировом первенстве в Лиссабоне, где в зачёте тройного прыжка с результатом 16,42 стал четвёртым.
В 1996 году впервые одержал победу на чемпионате Украины в тройном прыжке.
В 1997 году выступил на чемпионате мира в помещении в Париже (16,44), стал седьмым на молодёжном европейском первенстве в Турку (16,02). Будучи студентом, представлял Украину на Универсиаде в Сицилии, где с результатом 16,15 в финале закрыл десятку сильнейших.
В 1999 году вновь стал чемпионом Украины, на соревнованиях в Белой Церкви установил свой личный рекорд в тройном прыжке на открытом стадионе — 17,09 метра. Помимо этого, был шестым на Универсиаде в Пальме (16,67).
В 2000 году отметился выступлением на чемпионате Европы в помещении в Генте (16,33) и в третий раз выиграл украинский национальный чемпионат. Благодаря череде удачных выступлений удостоился права защищать честь страны на летних Олимпийских играх в Сиднее — в программе тройного прыжка на предварительном квалификационном этапе показал результат 16,10 метра, чего оказалось недостаточно для выхода в финал.
После сиднейской Олимпиады Измайлов оставался действующим спортсменом ещё в течение одного олимпийского цикла, однако каких-либо значимых результатов на международной арене больше не показывал. В феврале 2003 года на турнире в Сумах установил личный рекорд в тройном прыжке в закрытых помещениях — 16,89 метра. По окончании сезона 2004 года завершил спортивную карьеру.